# Гумбангирски језици
Гумбангирски језици су једна од грана пама-њунганских језика. Постојбина гумбангирских језика је североисточна обала аустралијске државе Нови Јужни Велс. Породица се састоји од два језика гумбангирског и јајгирског.